# Reticulosi pagetoide
La reticulosi pagetoide, chiamata anche micosi fungoide acrale e reticulosi epidermotropica localizzata, è una forma rara di linfoma cutaneo a cellule T; talvolta è considerata una variante della micosi fungoide classica. Le lesioni cutanee ad essa associata sono psoriasiformi, dai margini netti, ipercheratosiche, sotto forma di chiazze o di placche, con un margine sollevato e un appiattimento al centro, che risulta di colore sbiadito. La reticulosi pagetoide tende ad essere localizzata in una zona specifica della cute, a differenza della forma classica della micosi fungoide, che prevede lesioni generalizzate.
Il trattamento di elezione della reticulosi pagetoide prevede l'asportazione chirurgica e un'eventuale radioterapia.